# Justice pénale
La justice pénale est une institution publique servant à juger les actions caractérisées comme crimes et délits et punir leurs auteurs.

## Théorie
Les trois buts de la justice pénale sont la dissuasion, la répression et la réhabilitation. Les théories sur la justice pénale les plus influentes sont celles d'Émile Durkheim et Max Weber, de Karl Marx et des marxistes, et de Michel Foucault.

## Femmes
Les femmes ont des places dans et des rapports spéciaux avec la justice pénale, par exemple en ce qui concerne les idées préconçues sur le viol au sein des systèmes judiciaires, les soupçons de fausses accusations de violence sexistes et sexuelles ou encore l'évaluation et le traitement de la violence domestique. Les illégalismes féminins sont aussi traités différemment depuis que les fonctions judiciaires sont ouvertes aux femmes.

## Réformes
La justice pénale est constamment en train de se réformer afin de punir de manière plus efficace.